# Circonscription de Taounate-Tissa
 (mai 2021).
Si vous disposez d'ouvrages ou d'articles de référence ou si vous connaissez des sites web de qualité traitant du thème abordé ici, merci de compléter l'article en donnant les références utiles à sa vérifiabilité et en les liant à la section « Notes et références ».
La circonscription de Taounate-Tissa est l'une des deux circonscriptions législatives marocaines de la province de Taounate située en région Fès-Meknès. Elle est représentée dans la Xe législature par Abdellah Drissi El Bouzidi, Mohammed Abbou et Abdellatif El-Fouikar.

## Historique des députations
| Législature | Début de mandat  | Fin de mandat    | Députés | Députés               | Députés | Députés                          | Députés | Députés                          |
| ----------- | ---------------- | ---------------- | ------- | --------------------- | ------- | -------------------------------- | ------- | -------------------------------- |
| IXe         | 26 novembre 2011 | 7 octobre 2016   |         | Mohammed Abbou (RNI)  |         | Mohamed Jamal Bouzidi Tiali (PI) |         | Abdellah Drissi El Bouzidi (PPS) |
| Xe          | 8 octobre 2016   | 8 septembre 2021 |         | Mohammed Abbou (RNI)  |         | Abdellatif El-Fouikar (PAM)      |         | Abdellah Drissi El Bouzidi (PPS) |
| XIe         | 9 septembre 2021 | en cours         |         | Bouchta Boussaf (RNI) |         | Abdellatif El-Fouikar (PAM)      |         | Abdellah Drissi El Bouzidi (PPS) |

## Historique des élections

### Découpage électoral d'octobre 2011

#### Élections de 2016
| Parti       | Parti                                         | Voix    | %      | Député(s) élus             |  |
| ----------- | --------------------------------------------- | ------- | ------ | -------------------------- |  |
|             | Rassemblement national des indépendants (RNI) | 16 133  | 25,62  | Mohammed Abbou             |  |
|             | Parti authenticité et modernité (PAM)         | 16 104  | 25,57  | Abdellatif El-Fouikar      |  |
|             | Parti du progrès et du socialisme (PPS)       | 7 752   | 12,31  | Abdellah Drissi El Bouzidi |  |
|             | Union socialiste des forces populaires (USFP) | 5 895   | 9,36   |                            |  |
|             | Mouvement populaire (MP)                      | 5 729   | 9,10   |                            |  |
|             | Parti de la justice et du développement (PJD) | 5 251   | 8,34   |                            |  |
|             | Parti de l'Istiqlal (PI)                      | 4 008   | 6,36   |                            |  |
|             | Fédération de la gauche démocratique (FGD)    | 1 599   | 2,54   |                            |  |
|             | Parti de la renaissance et de la vertu (PRV)  | 284     | 0,45   |                            |  |
|             | Parti de la gauche verte (PGV)                | 216     | 0,34   |                            |  |
|             |                                               |         |        |                            |  |
| Inscrits    | Inscrits                                      | 134 697 | 100,00 |                            |  |
| Abstentions | Abstentions                                   | 71 726  | 53,25  |                            |  |
| Exprimés    | Exprimés                                      | 62 971  | 46,75  |                            |  |

#### Élections de 2021
| Parti       | Parti                                         | Voix    | %      | Députés élus               |  |
| ----------- | --------------------------------------------- | ------- | ------ | -------------------------- |  |
|             | Rassemblement national des indépendants (RNI) | 39 235  | 39,37  | Bouchta Boussaf            |  |
|             | Parti authenticité et modernité (PAM)         | 23 819  | 23,90  | Abdellatif El-Fouikar      |  |
|             | Parti du progrès et du socialisme (PPS)       | 13 037  | 13,08  | Abdellah Drissi El Bouzidi |  |
|             | Parti de l'Istiqlal (PI)                      | 11 534  | 11,57  |                            |  |
|             | Union socialiste des forces populaires (USFP) | 5 284   | 5,30   |                            |  |
|             | Parti de la justice et du développement (PJD) | 2 537   | 2,55   |                            |  |
|             | Alliance de la fédération de gauche (AGD)     | 2 010   | 2,02   |                            |  |
|             | Front des forces démocratiques (FFD)          | 1 169   | 1,17   |                            |  |
|             | Parti socialiste unifié (PSU)                 | 567     | 0,57   |                            |  |
|             | Mouvement démocratique et social (MDS)        | 357     | 0,36   |                            |  |
|             | Parti du centre social (PCS)                  | 69      | 0,07   |                            |  |
|             | Parti démocratique de l'indépendance (PDI)    | 48      | 0,05   |                            |  |
|             |                                               |         |        |                            |  |
| Inscrits    | Inscrits                                      | 141 491 | 100,00 |                            |  |
| Abstentions | Abstentions                                   | 41 825  | 29,56  |                            |  |
| Exprimés    | Exprimés                                      | 99 666  | 70,44  |                            |  |